# 施圖巴爾佩山
47°5′13″N 14°54′20″E / 47.08694°N 14.90556°E

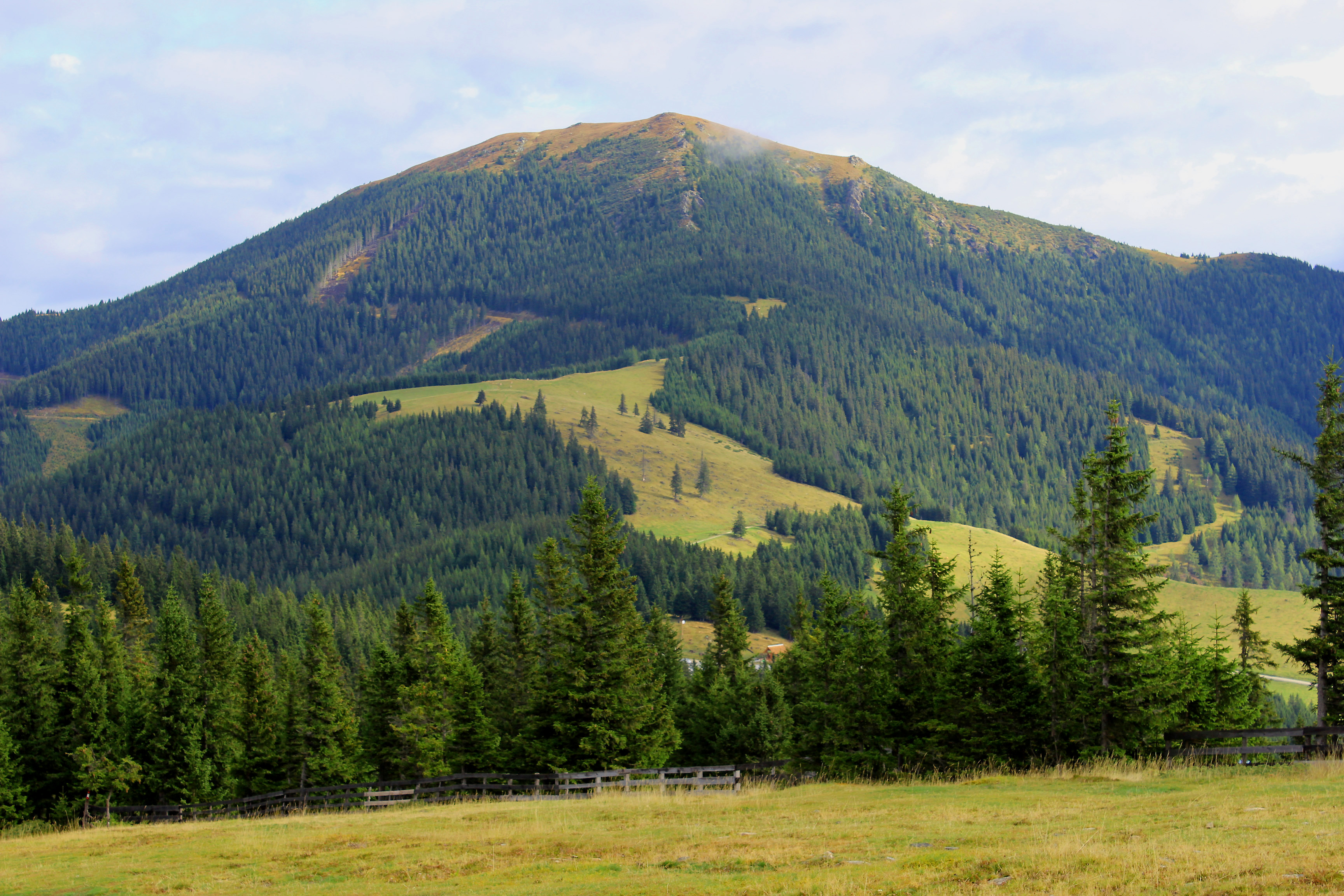

施圖巴爾佩山，是奧地利的山脈，位於該國東南部，由施泰爾馬克州負責管轄，屬於拉波德科格爾山的一部分，最高點拉波德科格爾山海拔高度1,928米。